# Noby Nóblhóch
Desátník Nóblhóch je fiktivní postava z knih Terryho Pratchetta. Je již od mládí členem Ankh-Morporské Městské hlídky a zažil doby, kdy měla hlídka jen tři členy. Celým jménem se jmenuje Cecil Červíčtvrť Svatý Jan Nóblhóch, přičemž Cecil v překladu znamená slepý. Všichni mu ale říkají Noby. Jeho kolegou a největším kamarádem je Alfréd Tračník.
Noby je malé (menší než většina trpaslíků) hubené postavy. Tělo má podivně zkřivené a celý dojem z něho je takový celý křivý. Noby není ošklivý (pravděpodobně), jen pospojování těch pěkných kousků jeho tváře dává dohromady poněkud bizarní vzhled. Je jedním z mála tvorů nosících u sebe, pro jistotu, dokumenty potvrzující jeho druhovou příslušnost. Barva jeho kůže je neidentifikovatelná, na každém místě jiná, což je způsobené jeho krajním odporem ke koupání. Na pravém rameni má vytetováno WÁMA.
V civilním životě nosí křiklavé extravagatní oblečení a je členem Morporské skupiny lidových tanců a Společnosti pro oživení historie. Téměř neustále má za uchem nedokouřenou cigaretu.
Noby je v podstatě ryzí povahy, ale museli byste se hodně dlouho prodírat bahnem jménem drobný grázlík, abyste našli tu ryzí povahu. Jak to nejlépe vystihla věta v Noční hlídce: „Nobymu byste mohli svěřit celý život, ale ne jediný tolar“. Zúčastnil se dokonce několika bitev a podle uniformy, kterou měl zrovna na sobě se dalo bezpečně poznat, která strana právě vyhrává. Hlavně však po bitvách obíral padlé o lecjaké tretky i cennosti.
Noby nemá příliš štěstí na dívky. Možná je to jeho osobitou vůní, možná jeho zvláštním chováním.
Typické rčení: „Já to neudělal, je hodně lidí co vypadá jako já“ (typické ale nepřesvědčivé alibi).